# 利伯蒂湖 (华盛顿州)
利伯蒂湖（英文：Liberty Lake），是美国华盛顿州斯波坎县下属的一座城市。根据 2000年美国人口普查，该市有人口4,660人。根据2010年美国人口普查，该市有人口7,591人。而2011年估计该市有7,634人。